# サハリントンネル

サハリントンネルの位置

サハリントンネル（ロシア語: Сахалинский тоннель）は、間宮海峡のもっとも狭い部分、ネヴェリスコイ海峡の下を通って沿海州（外満州）と樺太（サハリン）の間を結ぶ全長約10 kmのトンネルである。
1950年に着工されたものの1953年に中止され、以後建設計画は延期されている。2009年1月16日、ロシア政府はこの区間をトンネルではなく橋（サハリン橋、ロシア語: Сахалинский мост）によって完成させる可能性を示唆し、2013年にはロシア極東発展省が、この区間の橋の建設を2016年に着工する方針を明らかにした。しかし、2018年にロシア鉄道が建設費の見込みを5400億ルーブル（約7590億円）と示し、大統領特別代表のセルゲイ・イワノフは2020年に「費用が高すぎ、運ぶべき貨物もない」として断念を表明した。ところが、その後も本計画への議論は続けられている模様である。

## 歴史

### 初期の提案と計画
ネヴェリスコイ海峡の下にトンネルを造るという考えは19世紀から存在していたが、経済的な理由から真剣に取り組まれたことはなかった。この計画の実現可能性調査は1930年代末にソビエト連邦によって初めて取り組まれたが、第二次世界大戦のためにこの時期の進展は不可能であった。ヨシフ・スターリンは1950年に、鉄道連絡船、土手道あるいはトンネルにより樺太と鉄道連絡を果たす意図があると発表した。1950年5月5日にソ連政府は、トンネルを建設する決定を発表し、またそれまでの一時的な連絡手段として鉄道連絡船を運航することも発表した。この計画は主に、樺太に駐屯している赤軍部隊のために沿海州と樺太の間の連絡を改善するという、もっぱら軍事的な意図に基づくものであった。

### 建設
コムソモリスク・ナ・アムーレ近くのセリヒノからトンネルの本土側の入口となるラザレフ岬までを結ぶ鉄道の建設は内務省、トンネル自体は運輸省が担当することになったが、1952年にはプロジェクト全体の管理が内務省に移管された。
樺太において計画されたルートは、トンネルの出口となるポギビ岬からその当時樺太鉄道網の北端でスミルヌイフの北約10 kmにあるポベーディノ（日本統治時代の古屯駅）まで327 kmが予定されていた。ポギビ岬とラザレフ岬の間のトンネルの長さは約10 kmと計画されていた。ロシアでは、現在はバイカル・アムール鉄道の一部であるコムソモリスク・ナ・アムーレとソヴィエツカヤ・ガヴァニを結ぶ路線まで鉄道が建設されることになっていた。
プロジェクトは1953年末までには完成し、1955年末までには通常運行が開始される予定となっていた。この路線での貨物輸送は年間400万トンに達すると計画されていた。
プロジェクトは3つの建設計画に分割されていた。ロシアにおける鉄道と樺太における鉄道でそれぞれ建設507、建設505とされ、またトンネル自体は建設506とされていた。鉄道とトンネルはとても貧弱なもので、実際のところ一時的なものにすぎず、完成後に本格的な改良が必要であった。
グラグの囚人が大部分の建設を行った。主な収容所は樺太のティモフスコエと本土のデ＝カストリに置かれていた。1953年初頭の段階で、27,000人以上の囚人がこのプロジェクトで働いていた。特に樺太においては、必要なインフラや技術が欠けていたため強制労働者たちが置かれた状況は劣悪なものであった。スケジュールも厳しかったため、強制収容所の状況は極めて悪く、ソ連政府が公式に設けた収容所の基準さえ大きく下回るものであった。
トンネルについては軍の技術者やメトロストロイ（地下鉄建設企業）のトンネル専門家、適任とされて大赦を受けたグラグの収容者などが建設を行った。
スターリンの死去後、このプロジェクトの工事は中止された。トンネルは海峡のほぼ半分のところまで来ていたとされていたが、後の調査によればトンネルボーリングマシンのための2本の立坑が掘られただけであったことが分かっている。計画中止の理由は完全には明らかになっていないが、スターリンの死去により多くの囚人が大赦を受けたため、必要な労働力が確保できなくなったことを示唆する資料もある。トンネル建設工事の労働者は中止までに8か月待機していたが、トンネルに接続する鉄道がなくては、トンネル自体も意味がないものであった。

## 計画のうち完成した区間
アムール川（黒竜江）の右岸に沿ってセリヒノからチョールヌイ・ミスまでの約120 kmの線路が完成していたが、ラザレフ岬に計画されていたトンネルの入り口まではまだ届いていなかった。セリヒノ - チョールヌイ・ミス間の鉄道は後にソ連の森林産業によって木材輸送に使用されたが、1990年代に閉鎖され線路の大半は撤去された。
トンネル入口の残骸はラザレフ岬近くで今でも見ることができる。樺太では新しい線路は敷設されなかったが、計画されていた路線で準備されていた土工はニシュとポギビの間の道路建設に転用された。

## 現在の運行状態と将来の見込み
1973年から、大陸側のソヴィエツカヤ・ガヴァニ近くのワニノと樺太のホルムスク（真岡町）を結ぶ鉄道連絡船が運航されている。
ソビエト連邦の崩壊後でも、政治家からこの計画の復活の声が何度も上がっているが、費用が利益を上回ると見込まれるなどさまざまな問題がある。しかし、2008年11月のロシア大統領ドミートリー・メドヴェージェフによる支援声明を含め、この路線に関して真剣な検討が行われているという兆候がある。この計画は2030年までに完成させることが提案されている。
新しい計画では、樺太側は樺太の鉄道網につながっているノグリキへ接続することが考えられている。かつての日本統治の名残である狭軌から、ロシア標準の広軌への改軌が進められている。
また、樺太の南端と日本の北海道の間を、約40 kmのトンネルまたは橋を建設する提案（宗谷トンネル）もあり、これにより日本とアジア大陸やヨーロッパを直接結ぶコンテナ輸送を実現しようというものがある。これによって、日本の鉄道を巻き込むことにより、本計画の弱点である費用対効果を補う狙いがあると見られている。もっとも、宗谷トンネルには日本が絡んだ別の課題がある（詳細は宗谷トンネルの項目参照）
2009年1月16日、運輸副大臣のアンドレイ・ネドセコフは宗谷トンネルについて現在検討中であると確認した。こうした計画では、樺太と大陸の間の連絡についてはトンネルが12.4 km、橋が6.6 kmと見積もられることから、トンネルではなく橋にすることが提案されている。ロシア政府から日本企業に対して提案要求が出されているところである。ロシアの鉄道事業、特にサハリントンネル（または橋）の建設コンソーシアムに日本企業を迎えるようという彼の決断は、将来に向けたロシアと日本の鉄道での協力につながると考えられている。
2013年6月3日にはロシア極東発展省が、樺太と大陸を結ぶ橋と鉄道の建設を2016年に着工する方針を明らかにした。この中でイシャエフ極東発展相は「確実な交通の連絡がないことでサハリン州の経済発展が困難だった。橋の建設で大陸から（樺太の）不凍港にアクセスできるようになる」と強調した。
しかし2018年にはロシア鉄道が建設費の見込みを5400億ルーブル（約7590億円）と示し、整備が必要な区間は最低でも536キロメートルに上るとした。そして運ぶべき貨物がなく、建設費の高さに見合わないとして、2020年にはロシアの大統領特別代表のセルゲイ・イワノフが断念を表明した。
ただし、その後も本計画は完全に破棄されたわけではなく、宗谷トンネル計画と合わせて議論が進められている模様であり、2021年10月には、ロシア政府の関係者と日本大使の上月豊久が宗谷トンネル計画についての交渉を行った記録がある。
もっとも、2022年に入るとロシアによるウクライナ侵攻によって日本政府も対露制裁を行い、ロシア側も対抗措置を取るなど外交関係が悪化している。